# Iota Aquarii
Désignations
Iota Aquarii (ι Aqr / ι Aquarii) est une étoile de la constellation du Verseau, visible à l'œil nu avec une magnitude apparente de +4,28. En se basant sur les mesures de parallaxe obtenues durant la mission Hipparcos, elle est distante de 175 ± 2 a.l. (∼ 53,7 pc) de la Terre. Elle se rapproche du Soleil avec une vitesse radiale de −10 km/s.

## Description
Iota Aquarii est une étoile bleu-blanc de la séquence principale de type spectral B8V, âgée de 30 à 60 millions d'années. Elle fait 2,7 fois le rayon du Soleil et tourne rapidement sur elle-même à une vitesse de rotation projetée de 135 km/s. Elle est 74 fois plus lumineuse que le Soleil et sa température de surface est de 11 284 K. Une recherche effectuée dans le domaine de l'infrarouge en 2010 n'a pas permis de lui détecter de compagnon stellaire.

## Dérivés
L'étoile a donné son nom aux Iota aquarides du Sud et aux Iota aquarides du Nord, deux essaims météoritiques visibles durant l'été et dont les radiants sont localisés à proximité de l'étoile.